# Marathon van Eindhoven 2001
De marathon van Eindhoven 2001 vond plaats op zondag 14 oktober 2001. Het was de achttiende editie van deze marathon.
De wedstrijd werd bij de mannen gewonnen door Samuel Tangus in 2:12.47. De Keniaan verbeterde onder moeilijke omstandigheden zijn persoonlijk record met ruim twee minuten. Hij was al vijf minuten over de finish, toen Luc Krotwaar na 2:17.54 als tweede binnenkwam. Eerste vrouw was Valentina Poltavskaya uit Oekraïne met een finishtijd van 2:54.40.

## Uitslagen

### Mannen
| rang   | naam                      | land | tijd    |
| ------ | ------------------------- | ---- | ------- |
| Goud   | Samuel Tangus             | KEN  | 2:12.47 |
| Zilver | Luc Krotwaar              | NED  | 2:17.54 |
| Brons  | Raymond Kipkoech Chemwelo | KEN  | 2:18.40 |
| 4      | William Kiptoo            | KEN  | 2:19.06 |
| 5      | Sid-Ali Sakhri            | ALG  | 2:23.35 |
| 6      | Said Kanfaoui Serifi      | MAR  | 2:26.53 |

### Vrouwen
| rang | naam                  | land | tijd    |
| ---- | --------------------- | ---- | ------- |
| Goud | Valentina Poltavskaya | UKR  | 2:54.40 |

1959 ·
1960 ·
1982 ·
1984 ·
1986 ·
1988 ·
1990 ·
1991 ·
1992 ·
1993 ·
1994 ·
1995 ·
1996 ·
1997 ·
1998 ·
1999 ·
2000 ·
2001 ·
2002 ·
2003 ·
2004 ·
2005 ·
2006 ·
2007 ·
2008 ·
2009 ·
2010 ·
2011 ·
2012 ·
2013 ·
2014 ·
2015 ·
2016 ·
2017 ·
2018 ·
2019 ·
2020 ·
2021 ·
2022 ·
2023 ·
2024 ·
2025